# Frontera entre Benín y Togo

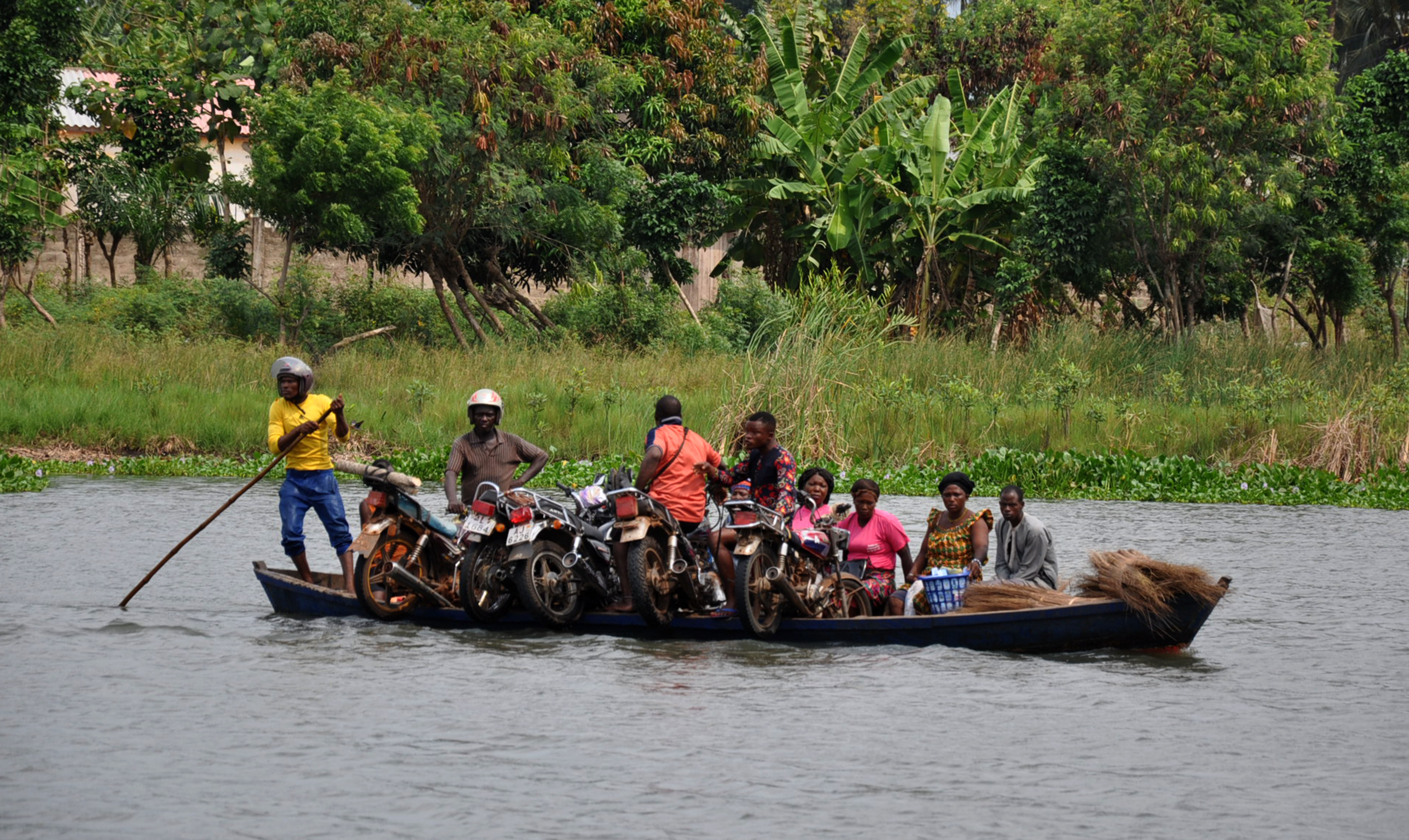
Atravesando el río Mono

La frontera entre Togo y Benín es la línea fronteriza en sentido norte-sur, alineada al sentido de los meridianos, que separa el oeste de Benín del este de Togo en África Occidental, separando los departamentos benineses de Donga, Atakora, Collines, Zou, Kouffo y Mono de todas las regiones de Togo. Tiene 644 km de longitud.
El norte de la misma comienza en el trifinio entre ambos países con el este de Burkina Faso (antiguo Alto Volta). Va hacia el sur, pasando por todas las cinco regiones togolesas y por seis de los 12 departamento del Benín. Finalmente llega al golfo de Guinea (océano Atlántico) en la desembocadura del río Mono, que forma los últimos kilómetros de la línea divisoria.